# Grzegorz Eitel
Grzegorz Michał Eitel (ur. 14 stycznia 1981) – polski judoka, zdobywca srebrnego medalu Letniej Uniwersjady 2009 w Belgradzie, w kategorii +100 kg mężczyzn.
W 2008 roku, w Paryżu, zdobył brązowy medal mistrzostw świata w judo open.
Uczestniczył w igrzyskach olimpijskich w Atenach w 2004 roku, w kategorii +100 kg mężczyzn. W I rundzie otrzymał wolny los, w II zaś przegrał przez ippon z Chińczykiem Pan Songiem i odpadł z rywalizacji.
Wielokrotny Mistrz Polski  w latach 1996 (kat +86kg), 1997 (kat +95kg), 1998, 2000, 2003, 2005, 2007, 2008 (kat +100kg); srebrny medalista w latach 1995 (kat +86kg), 1999, 2001, 2002, 2004 (kat +100kg) jako zawodnik Klubu Gwardia Warszawa, trener Sławomir Smater.